# Myasishchev M-45
Myasishchev M-45 è un missile da crociera sovietico il cui sviluppo fu portato avanti alla fine degli anni cinquanta dall'OKB-23 di Vladimir Michajlovič Mjasiščev. Il programma relativo a questo sistema d'arma, che aveva diversi punti in comune con il Myasishchev M-44, non fu mai portato a termine, venendo cancellato entro la fine dello stesso decennio.

## Storia

### Sviluppo
L'ufficio tecnico di Mjasiščev iniziò a lavorare ad un nuovo missile da crociera nel 1958. Infatti, ci si era resi conto che i valori di velocità e tangenza previsti per il precedente M-44 erano insufficienti per superare le moderne difese aeree. Il nuovo missile ricevette il nome di M-45.
Gli studi su questo sistema d'arma, tuttavia, furono interrotti nel 1959. Comunque, le ricerche condotte per questo programma furono utili per affrontare lo studio di una serie di problemi tecnici, relativi in particolare all'aerodinamica in regime regimi ipersonici, all'affidabilità, agli isolamenti termici ed alla resistenza al calore delle strutture utilizzate. Tali ricerche risultarono utili anche in campo spaziale, visto che i risultati furono applicabili anche relativamente ai satelliti.

## Descrizione tecnica
Il Myasishchev M-45 era un missile da crociera aviolanciato a due stadi, pesante 20.550 kg e della lunghezza di 11,1 m.
Il primo stadio aveva un peso di 16.800 kg ed era spinto da quattro motori a propellente liquido, in grado di fornire una spinta di 5.500 kgf. Tale stadio comprendeva inoltre due serbatoi, contenenti l'ossidante ed il combustibile.
Il secondo stadio invece aveva una struttura triangolare tipo ala volante, con il corpo conico. Questo aveva un diametro di 1,26 m, con una superficie alare di 21.7 metri quadrati. Nella parte anteriore vi era il sistema di guida radar, in quella centrale il carico bellico (una testata nucleare modello 255 Speciale del peso di 1.300 kg) e sul retro l'impianto propulsivo (con i relativi serbatoi di combustibile). Quest'ultimo era costituito da quattro motori a razzo, capaci di generare una potenza di 160 kgf. Il peso del secondo stadio raggiungeva i 3.750 kg (di cui 750 di carburante).
Questo missile avrebbe dovuto essere trasportato da un aereo da bombardamento, e sganciato mentre il velivolo era in volo orizzontale. Il lancio avrebbe dovuto avvenire alla velocità di 1.800 km/h. Una volta partito, l'M-45 avrebbe sganciato il primo stadio una volta raggiunta la velocità di 3.350 m/s, dopodiché avrebbe proseguito verso l'obiettivo prefissato.
La velocità massima stimata del missile era di 12.000 km/h, con una tangenza nell'ordine dei 40.000 m ed una gittata di 3.600 km. Il margine di errore era di 5.000 m.